# Eleonora av Vermandois
Eleonora av Vermandois, född 1148, död 1213, var regerande grevinna av Vermandois mellan 1183 och 1213.
Hon var sin fars yngsta barn och väntades inte ärva grevskapet. Hennes äldste bror avsade sig dock sitt arv för att bli munk, hennes yngre bror avled i förtid och hennes syster avled barnlös, varpå Eleonora ärvde grevedömet. 
Hennes systers änkling Filip I av Flandern vägrade att lämna över arvet, och Eleonora bad kungen av Frankrike om medling. 1186 tilldömdes Eleonora kontroll över en del av Vermandois (hon fick inte kontroll över hela grevskapet förrän efter Filips död 1191). I utbyte mot kronans medling lovade hon enligt avtal att Vermandois skulle ärvas av kronan om hon avled barnlös. 
Eleonora beskrivs som from men livlig och kvick, gynnade diktare och gav donationer till kyrkor och kloster. 
Eleonora var gift fem gånger men avled barnlös. När hon dog inlemmades grevskapet i franska kronan.